# Chiromantis rufescens
Chiromantis rufescens es una especie de anfibio anuro de la familia Rhacophoridae. Habita en selvas tropicales húmedas de buena parte de África central. Puede encontrarse tanto en selva primaria como secundaria. Pone sus huevos en nidos de espuma sobre charcas estancas temporales.

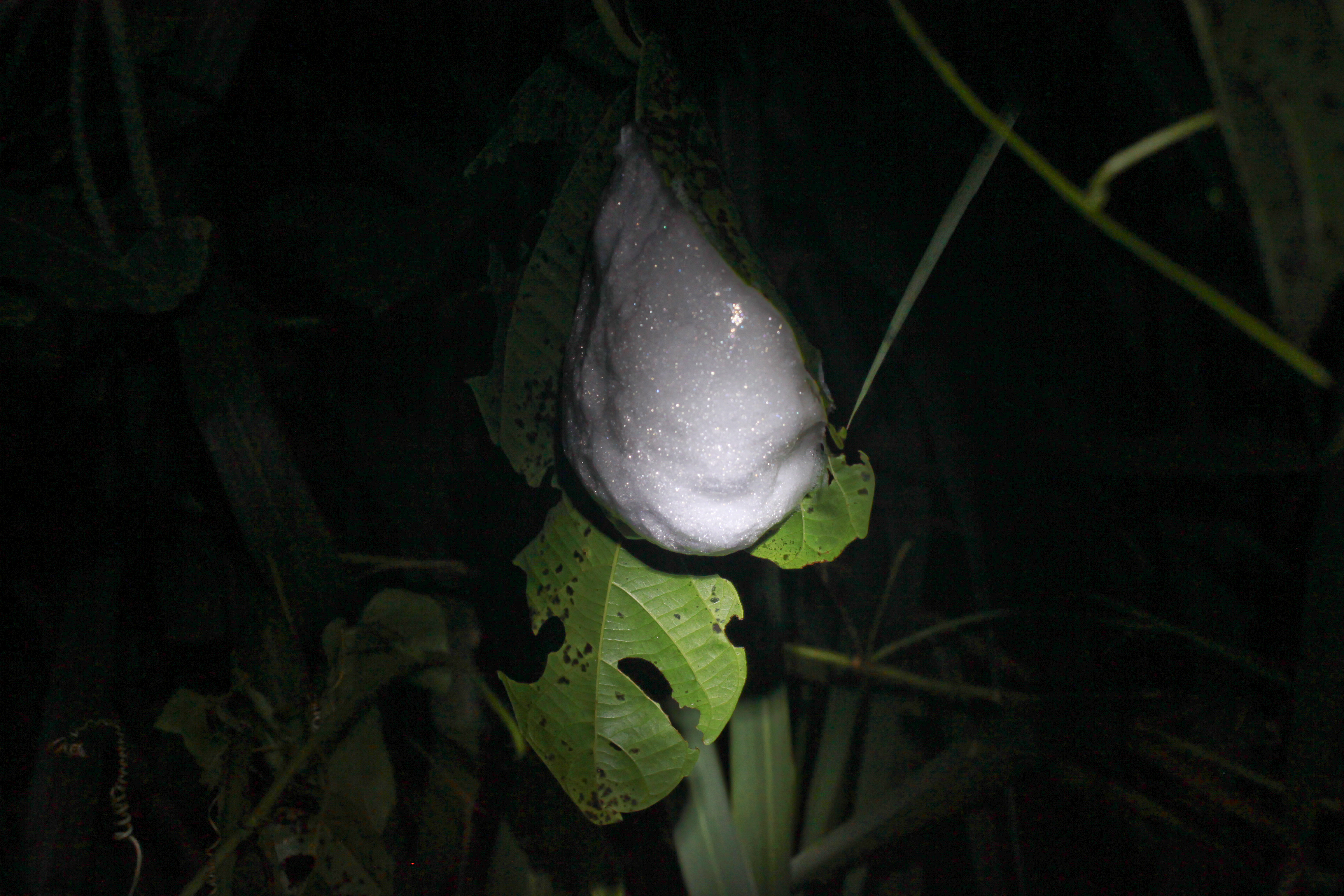
Nido de espuma de C. rufescens.